# Сент-Стівен (Міннесота)
Сент-Стіфен (англ. St. Stephen) — місто (англ. city) в США, в окрузі Стернс штату Міннесота. Населення — 797 осіб (2020).

## Географія
Сент-Стіфен розташований за координатами 45°42′3″ пн. ш. 94°16′27″ зх. д. / 45.70083° пн. ш. 94.27417° зх. д. (45.700894, -94.274141). За даними Бюро перепису населення США в 2010 році місто мало площу 9,53 км², уся площа — суходіл.

## Демографія
Згідно з переписом 2010 року, у місті мешкала 851 особа в 305 домогосподарствах у складі 234 родин. Густота населення становила 89 осіб/км². Було 316 помешкань (33/км²).
Расовий склад населення:
| - 99,1 % — білих - 0,1 % — вихідців з тихоокеанських островів - 0,1 % — корінних американців |

До двох чи більше рас належало 0,7 %. Частка іспаномовних становила 0,7 % від усіх жителів.
За віковим діапазоном населення розподілялося таким чином: 30,1 % — особи молодші 18 років, 58,7 % — особи у віці 18—64 років, 11,2 % — особи у віці 65 років та старші. Медіана віку мешканця становила 36,4 року. На 100 осіб жіночої статі у місті припадало 106,6 чоловіків; на 100 жінок у віці від 18 років та старших — 106,6 чоловіків також старших 18 років.
Середній дохід на одне домашнє господарство становив 75 021 долар США (медіана — 75 583), а середній дохід на одну сім'ю — 80 264 долари (медіана — 78 523). Медіана доходів становила 50 170 доларів для чоловіків та 37 375 доларів для жінок. За межею бідності перебувало 1,8 % осіб, у тому числі 1,1 % дітей у віці до 18 років та 0,0 % осіб у віці 65 років та старших.
Цивільне працевлаштоване населення становило 540 осіб. Основні галузі зайнятості: виробництво — 20,4 %, освіта, охорона здоров'я та соціальна допомога — 18,5 %, транспорт — 8,3 %, роздрібна торгівля — 8,0 %.